# Chase Atlantic
Chase Atlantic é uma banda australiana de R&B e trio de produção de Cairns, Queensland, formada em 2014. O grupo é composto por três membros: Christian Anthony, Clinton Cave e Mitchel Cave. Atualmente a banda conta com três álbuns de estúdio e 9 EP.

## Carreira
O trio se formou quando Clinton convidou Mitchel e Christian para ajudar a gravar um projeto universitário. O Chase Atlantic ficou conhecido com o lançamento do single independente "Friends" em 2015. O primeiro álbum, homônimo, foi lançado em 2017. O segundo álbum, Phases, foi lançado em 2019 e levou o grupo para as paradas musicais.
O Chase Atlantic é conhecido por seu pop rock com influências do R&B e hip-hop. O grupo já trabalhou com estrelas do rap como iLoveMakonnen, K CAMP e GOON DES GARCONS.
O terceiro álbum do Chase Atlantic, Beauty in Death, foi lançado em 2021. O grupo voltou à cena musical em 2023 com o single "Mamacita", que mistura elementos de alternative R&B e pop, e agora em 2024 lançaram o sigle "Die for me".

## Membros
Os membros do Chase Atlantic e as suas funções são:
- Christian Anthony: Vocal principal e guitarra base
- Mitchel Cave: Vocalista principal e baixo
- Clinton Cave: Guitarra, saxofone e backing vocals

Em turnês, o Chase Atlantic pode ter outros membros, como Jesse Boyle na bateria e Patrick Wild na guitarra e baixo.

## Discografia

### Singlesnas paradas musicais
| Título     | Ano  | Melhor posição | Álbum          |
| Título     | Ano  | NZ Hot         | Álbum          |
| ---------- | ---- | -------------- | -------------- |
| "Doubt It" | 2024 | 12             | Lost in Heaven |
| "Ricochet" | 2024 | 21             | Lost in Heaven |

## Prêmios e indicações

### American Australian Association
| Ano  | Associação                      | Categoria                         | Resultado |
| ---- | ------------------------------- | --------------------------------- | --------- |
| 2018 | American Australian Association | Prêmio AAA de Estrela em Ascensão | Venceu    |